# گمینا ویژبیتسا (استان لوبلین)
گمینا ویژبیتسا (استان لوبلین) (به لهستانی:  Gmina Wierzbica) یک گمینا در لهستان است که در شهرستان خوم واقع شده‌است. گمینا ویژبیتسا ۱۴۶٫۳۶ کیلومتر مربع مساحت و ۵٬۳۷۲ نفر جمعیت دارد.